# 台糖大林生物科技廠

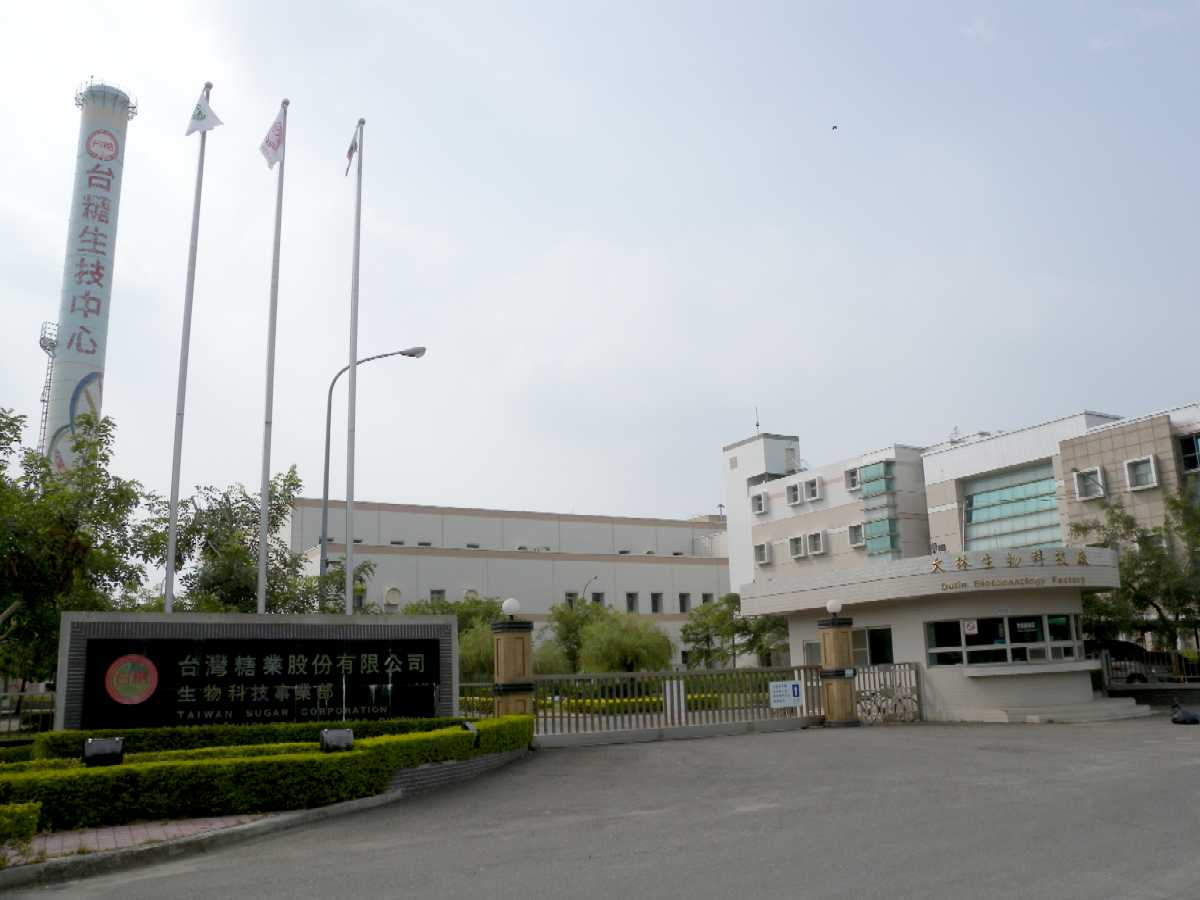
台糖大林生物科技廠

台糖大林生物科技廠位於嘉義縣大林鎮。

## 沿革
台糖大林生物科技廠，隸屬於台灣糖業公司生物科技事業部，於2004年10月建廠完成 ,原址為台糖公司大林糖廠。台灣糖業公司副產處成立於1973年10月1日，於1994年7月1日更名為產品開發處。生物科技事業部於2003年2月1日成立，產品開發處同時撤銷。

## 外部連結
- 台糖全球中文入口網（页面存档备份，存于）
- 台糖生物科技事業部 （页面存档备份，存于）